# Джон Байрон
Джон Байрон (8 листопада 1723 — 10 квітня 1786) — офіцер королівського флоту Британії.

## Початок кар'єри
У 1731 році він вступив на службу у британський флот — супроводжував барона Ансона у його навколосвітній подорожі як мічман. 14 травня 1741 року корабель, на якому він здійснював свою подорож, зазнав аварії поблизу берегів Патагонії, а ті, хто вижив, вирішили розділитися на дві групи: одна пробиралася на човні в Ріо-де-Жанейро, інша, на чолі з Джоном Байроном, попливла на північ і зустріла іспанців. Він описав свої пригоди і заколот на кораблі у книзі The Narrative of the Honourable John Byron (1768), яка досить добре продавалася і з'явилась у кількох виданнях. Ця історія стала основою для роману Невідомий берег, написаного Патріком О'Браяном.
У грудні 1746 року Байрон був призначений на пост капітана корабля «Сирена».

## Семирічна війна
У 1760 році він командував ескадрою, яка була надіслана, щоб знищити укріплення Луїсбурга, який був захоплений двома роками раніше. У липні того ж року він переміг французьку флотилію, яка була послана на підмогу Новій Франції у бойових діях.
Байрон завершив власну навколосвітню подорож, як капітан човна HMS Dolphin, яка тривала з червня 1764-го по травень 1766 року. Це перша навколосвітня подорож, яка тривала менше двох років. Протягом цієї подорожі він проголосив Фолклендські острови власністю Британії у 1765 році, спираючись на право першовідкривача, а його дії ледь не спричинили війну між Англією та Іспанією — обидві країни привели свої військово-морські сили у повну бойову готовність, прагнучи відстояти право на острови. Пізніше Байрон відкрив острови Туамоту, Токелау та Острови Гілберта, а також відвідав Тініан, що належить до групи Маріанських островів.
У 1769 році він був призначений губернатором Ньюфаундленду, посаду якого обіймав наступні три роки. Став контрадміралом 31 березня 1775 року, і віцеадміралом 29 січня 1778 року. Був командувачем британського флоту у Вест-Індії в 1778—1779 роках упродовж американської війни за незалежність. Він безуспішно атакував французький флот, який був під командуванням Шарля Ектора в Битві під Гренадою у липні 1779 року. З 1 жовтня 1779 року певний час він був командиром північноамериканського ескадрону.

## Сім'я
8 вересня 1748 року одружився з Софією Треваніон, з якою у них було два сини і сім дочок, троє з яких померли в дитинстві. Найстарший син — Джон «Божевільний Джек» Байрон, своєю чергою, був батьком поета Джорджа Байрона — майбутнього шостого барона Байрона. Одним з онуків Джона Байрона був Джордж Енсон Байрон — сьомий барон Байрон, дослідник і адмірал Британського флоту.